# Córdoba-Durchmusterung

Der vom Katalog erfasste Bereich im Vergleich zum gesamten Firmament. Farblegende siehe Beschreibungsseite

Die Córdoba-Durchmusterung (CoD) ist eine visuelle Durchmusterung südlicher Sterne zwischen −22° und −90° Deklination. Sie wurde in der Zeit von 1892 bis 1914 an der Sternwarte Córdoba (Argentinien) durchgeführt. 
Die Córdoba-Durchmusterung umfasst Positionen und Helligkeiten bis 10,0 mag von rund 578.000 Sternen und ist eine Erweiterung der Bonner Durchmusterung auf den Himmel
südlich der Deklinationszone −22°. Die ersten vier Bände wurden in der Reihe Resultados del Observatorio Nacional Argentino von John Macon Thomé zwischen 1892 und 1914 herausgegeben, der fünfte von Charles Dillon Perrine im Jahre 1932.
Für die Córdoba-Durchmusterung wurde ein Refraktor von Alvan Clark & Sons von 12,5 cm Öffnung und einer Brennweite von 1,68 Metern verwendet. Die Vergrößerung war 15-fach.